# Coeleumenes burmanicus
Coeleumenes burmanicus (лат.) — вид одиночных ос рода Coeleumenes из семейства Vespidae (Eumeninae).

## Распространение
Юго-Восточная Азия: Вьетнам, Индия, Китай, Лаос, Мьянма, Таиланд.

## Описание
Чёрные осы (с несколькими мелкими желтоватыми отметинами на первом и втором тергитах брюшка), длина около 1 см. Отличаются гладким в базальной части стернумом S1 с поперечными бороздками в верхней половине (до 2/3); мезоскутум без прескутальных желобков, а первый тергит без поперечного киля; мезэпистернум с эпикнемальным килем. Брюшко с длинным узким стебельком T1 (петиоль), который уже второго тергита. Средние голени с одной вершинной шпорой. Вид был впервые описан в 1897 году под названием Montezumia burmanica Bingham, 1897, а его видовой статус подтверждён в ходе ревизии, проведённой в 2019 году группой энтомологов из Китая (Ting-Jing Li; Chongqing Normal University, Чунцин), Гонконга (Christophe Barthélémy) и США (Джеймс Карпентер; American Museum of Natural History, Нью-Йорк).